# آنا ليا بينييروا
آنا ليا بينييروا (بالإنجليزية: Ana Lía Piñeyrúa)‏ (23 نوفمبر 1954 في مونتفيدو - ) سياسي، ومحام، وكاتب، وموظف مدني من الأوروغواي.